# Гульбрандсен, Ингрид
Ингрид Гульбрандсен (норв. Ingrid Halvarda Gulbrandsen; 11 сентября 1899, Кристиания — 3 ноября 1975, Осло) — норвежская фигуристка, выступавшая в одиночном катании. Участница летних Олимпийских игр 1920 года.

## Биография
Ингрид Гульбрандсен родилась 11 сентября 1899 года в норвежском городе Кристиания (сейчас Осло).
Выступала в соревнованиях по фигурному катанию за клуб «Кристиания».
В 1920 году вошла в состав сборной Норвегии на летних Олимпийских играх в Антверпене. В женском одиночном катании заняла последнее, 6-е место, набрав 847,50 балла и уступив 66 баллов завоевавшей золото Магде Юлин из Швеции, несмотря на то что по итогам произвольной программы стала второй, проигрывая только Терезе Уэлд из США.
В 1921 году стала серебряным призёром чемпионата северных стран, уступив золото Магде Юлин.
В 1924 годы выиграла чемпионат Норвегии.
Умерла 3 ноября 1975 года в Осло.